# Yonne (rzeka)
Yonne – rzeka w centralnej Francji, lewy dopływ Sekwany, ma 293 km długości. Wypływa z departamentu Nièvre (niedaleko miejscowości Château-Chinon), przepływa przez następujące departamenty:
- Nièvre
- Yonne
- Sekwana i Marna

Uchodzi do Sekwany w miejscowości Montereau-Fault-Yonne.